# مجموعة لويدز المصرفية
مجموعة لويدز المصرفية هي مؤسسة مالية بريطانية كبرى تشكلت من خلال الاستحواذ على اتش بي او اس من قبل ويدز تي اس بي في عام 2009. ينبع تاريخ المجموعة من تأسيس برلمان اسكتلندا عام 1695 لبنك اسكتلندا، وهو ثاني أقدم بنك في المملكة المتحدة. يقع المقر الرئيسي للمجموعة في 25 شارع جريشام في مدينة لندن ويقع مكتبها المسجل في التل في إدنبرة . يتم تنظيم أنشطة مجموعة لويدز المصرفية إلى: الخدمات المصرفية للأفراد (بما في ذلك القروض العقارية والتجار الحصريون) ؛ التجاري. الحياة والمعاشات والتأمين. والثروة والدولية. لدى لويدز عمليات واسعة النطاق في الخارج في الولايات المتحدة وأوروبا والشرق الأوسط وآسيا. يقع المقر الرئيسي للأعمال في الاتحاد الأوروبي في برلين ، ألمانيا . 
بعد الاستحواذ، توقفت المجموعة عن استخدام اسم اتش بي او اس بشكل عام. تم إيقاف علامة هاليفاكس التجارية والمنتجات والأسعار في اسكتلندا حتى تم إعادة تأسيسها في عام 2013. تُستخدم علامتا هاليفاكس وبنك لويدز في إنجلترا وويلز، بينما تُستخدم بنك سكوتلاند والعلامة التجارية هاليفاكس في اسكتلندا، حيث تقدم كل منها منتجات مختلفة وأسعارًا مختلفة. وقال أنطونيو هورتا أوسوريو، الرئيس التنفيذي لمجموعة لويدز المصرفية، ل ـذا بنكر: «سنحتفظ بالعلامات التجارية المختلفة لأن العملاء مختلفون للغاية من حيث الموقف». 
مجموعة لويدز المصرفية مدرجة في بورصة لندن وهي مكون من مؤشر فوتسي 100 . بلغت القيمة السوقية حوالي 57.7جنيه إسترليني اعتبارًا من 4 مارس 2014 وهي سابع أكبر شركة في بورصة لندن.  لها ادراج ثانوي في بورصة نيويورك ، حيث أنه يحتوي على قيمة سوقية تبلغ  تدير المجموعة مواقع المكاتب الرئيسية في لندن وهاليفاكس وإدنبره . 

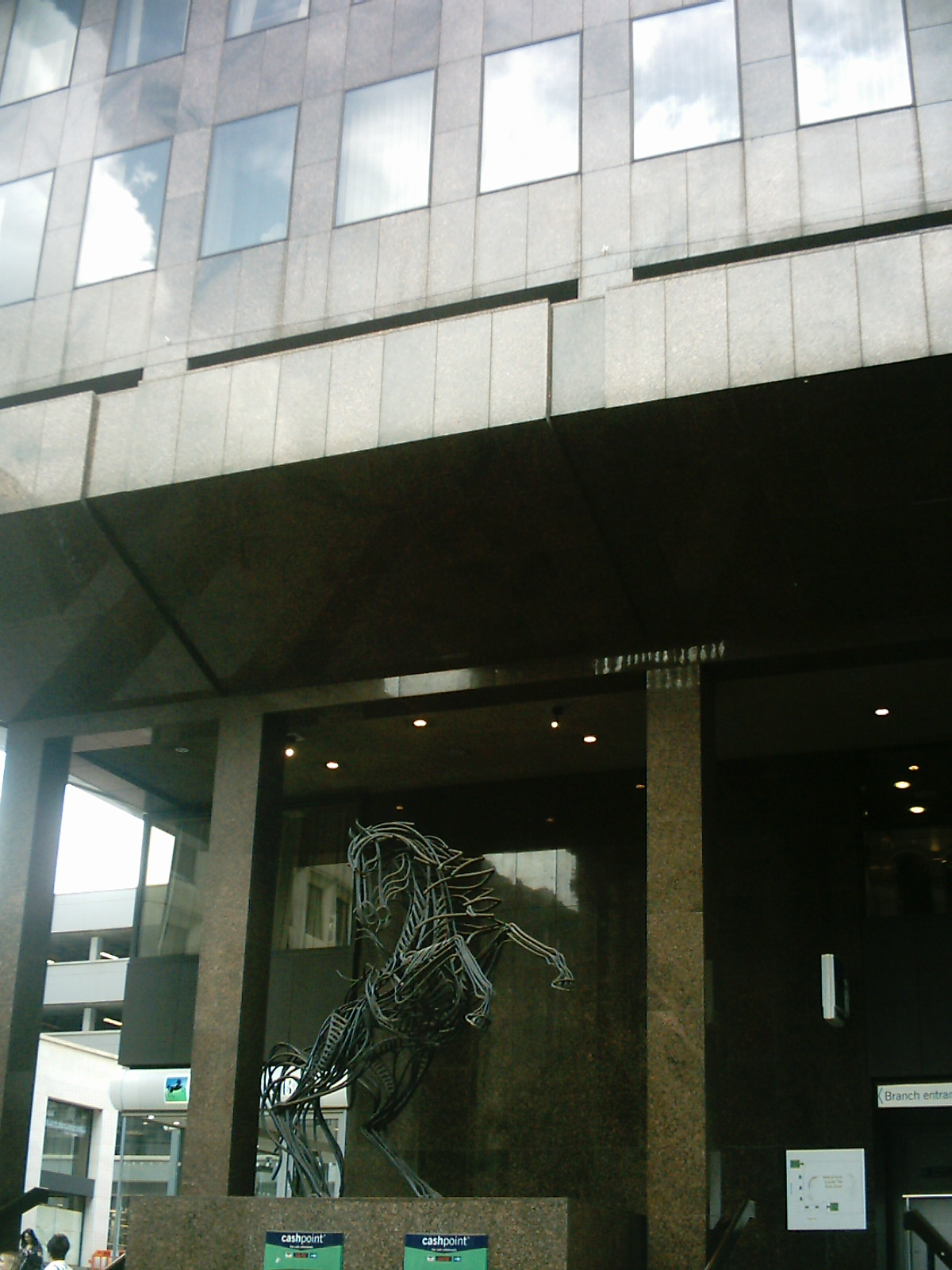
بارك رو ليدز فرع بنك لويدز، مع تمثال للحصان الأسود (يُدعى كانكارا) في المقدمة

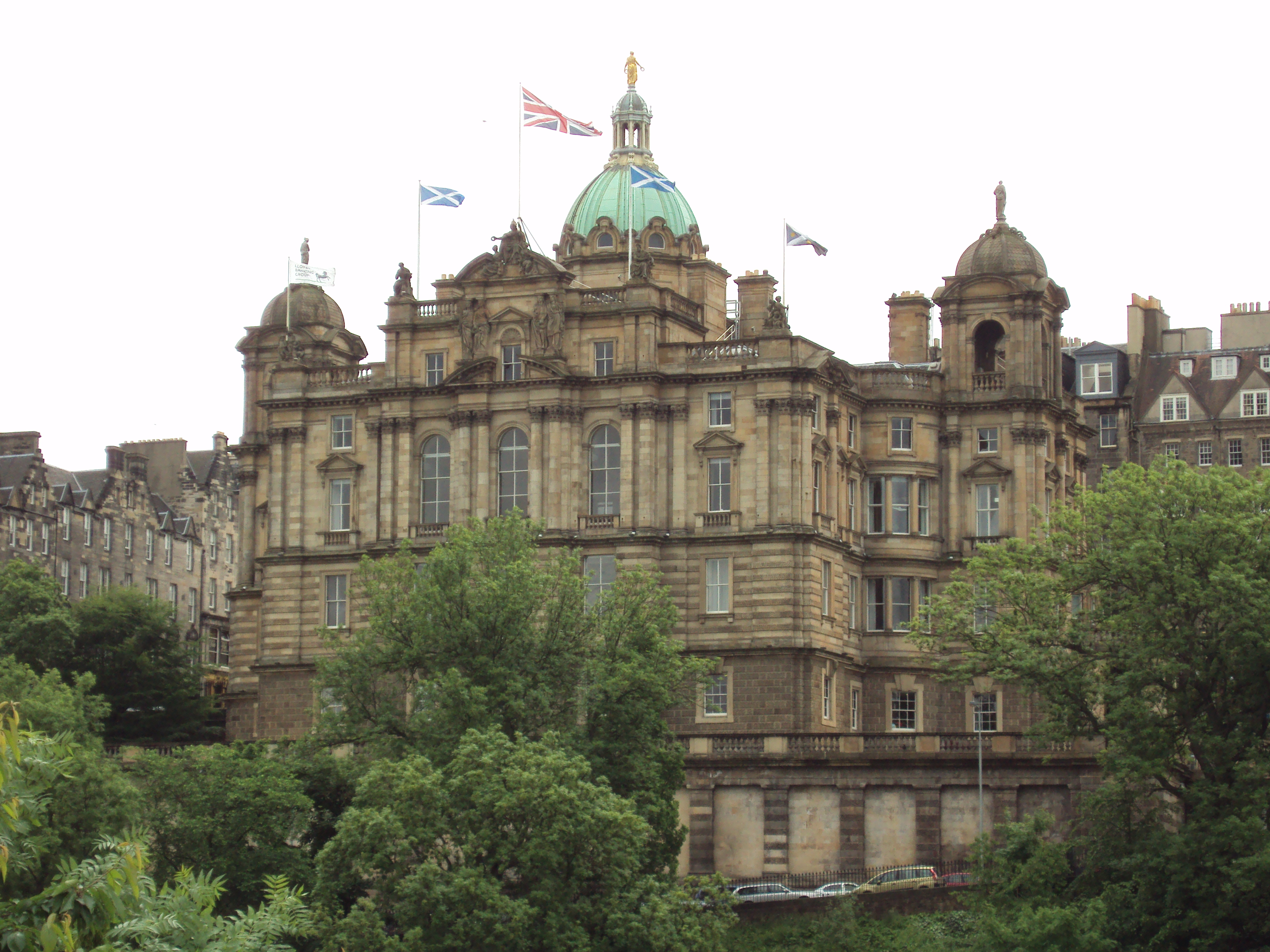
المكتب الرئيسي لبنك اسكتلندا في التل ، إدنبرة

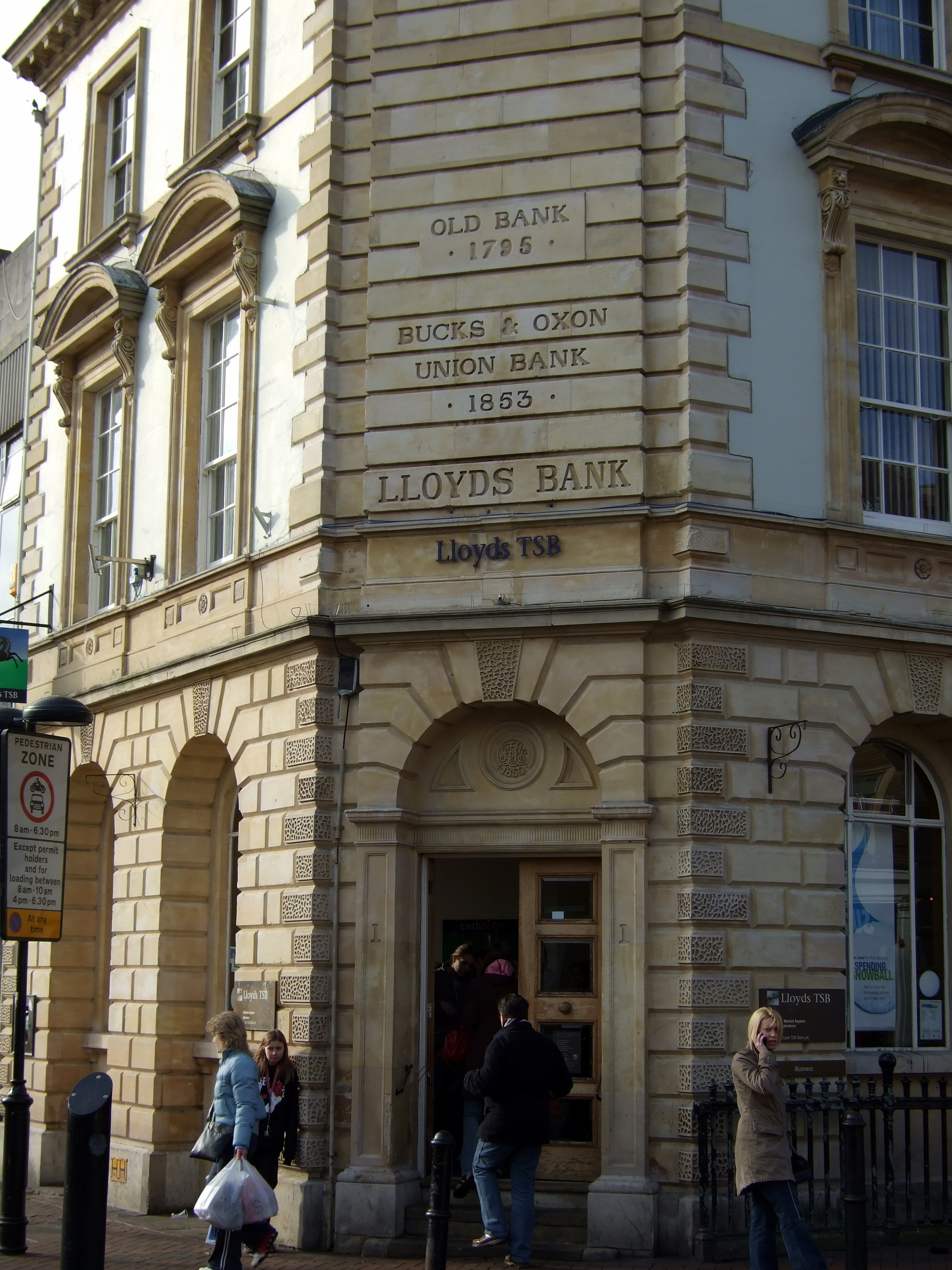
في ايليسبري فرع من فروع بنك لويدز، سابقا دولار بنك اتحاد اكسون.

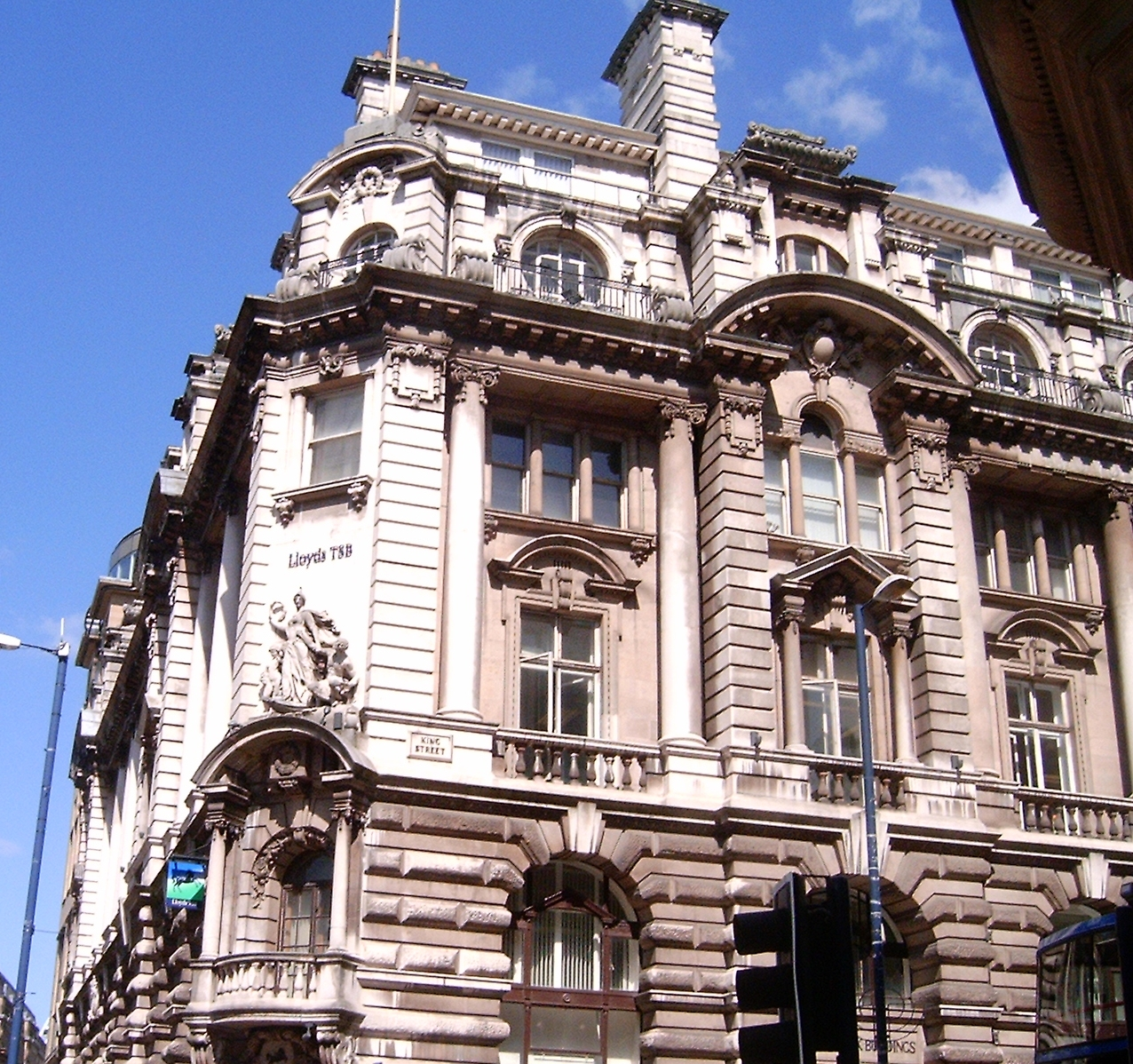
شارع الملك مانشستر فرع من فروع بنك لويدز، الذي صممه تشارلز هيثكوت في عام 1915.

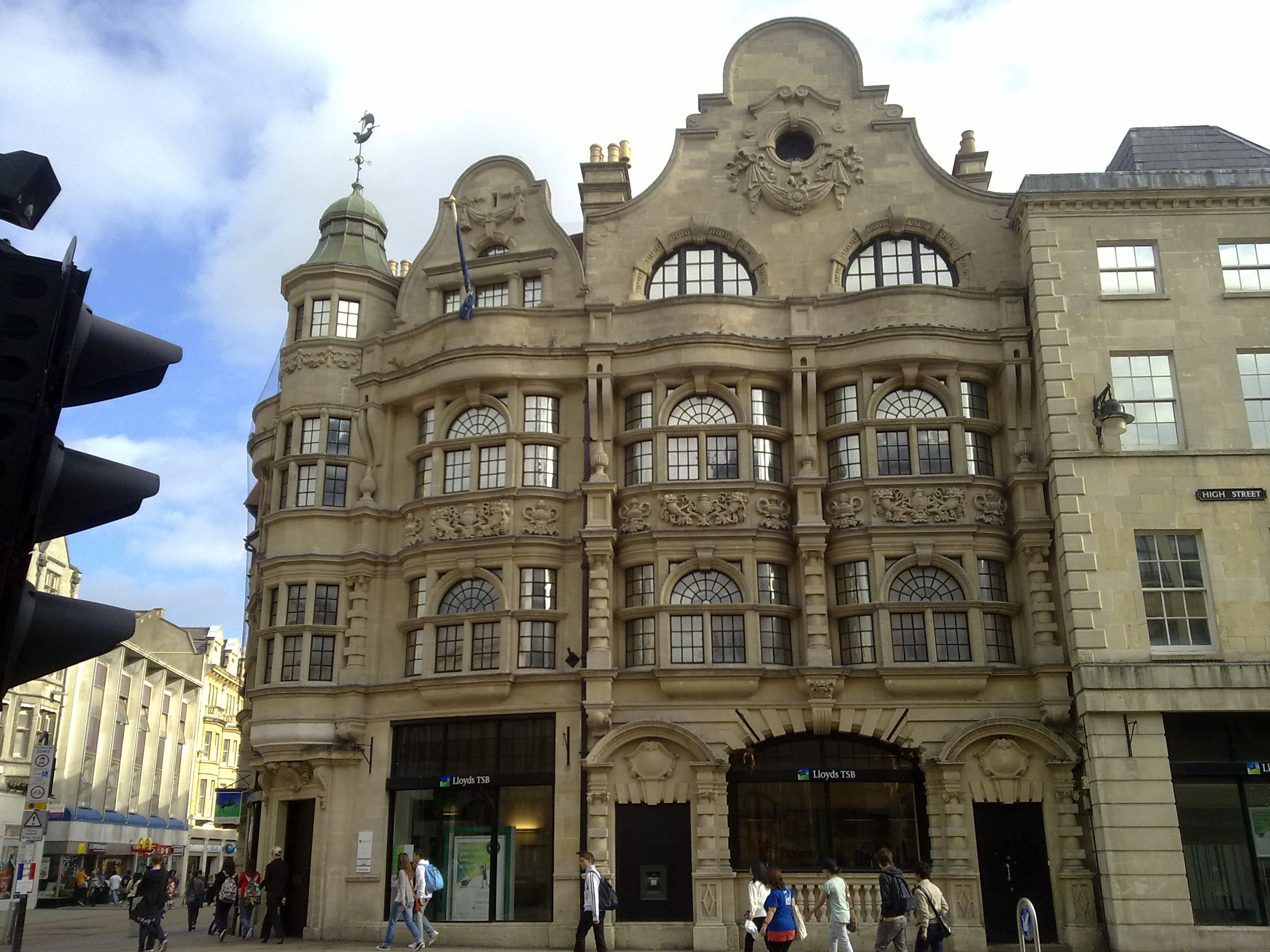
فرع كارفاكس في بنك لويدز في هاي ستريت، صممه ستيفن سالتر في عام 1901.

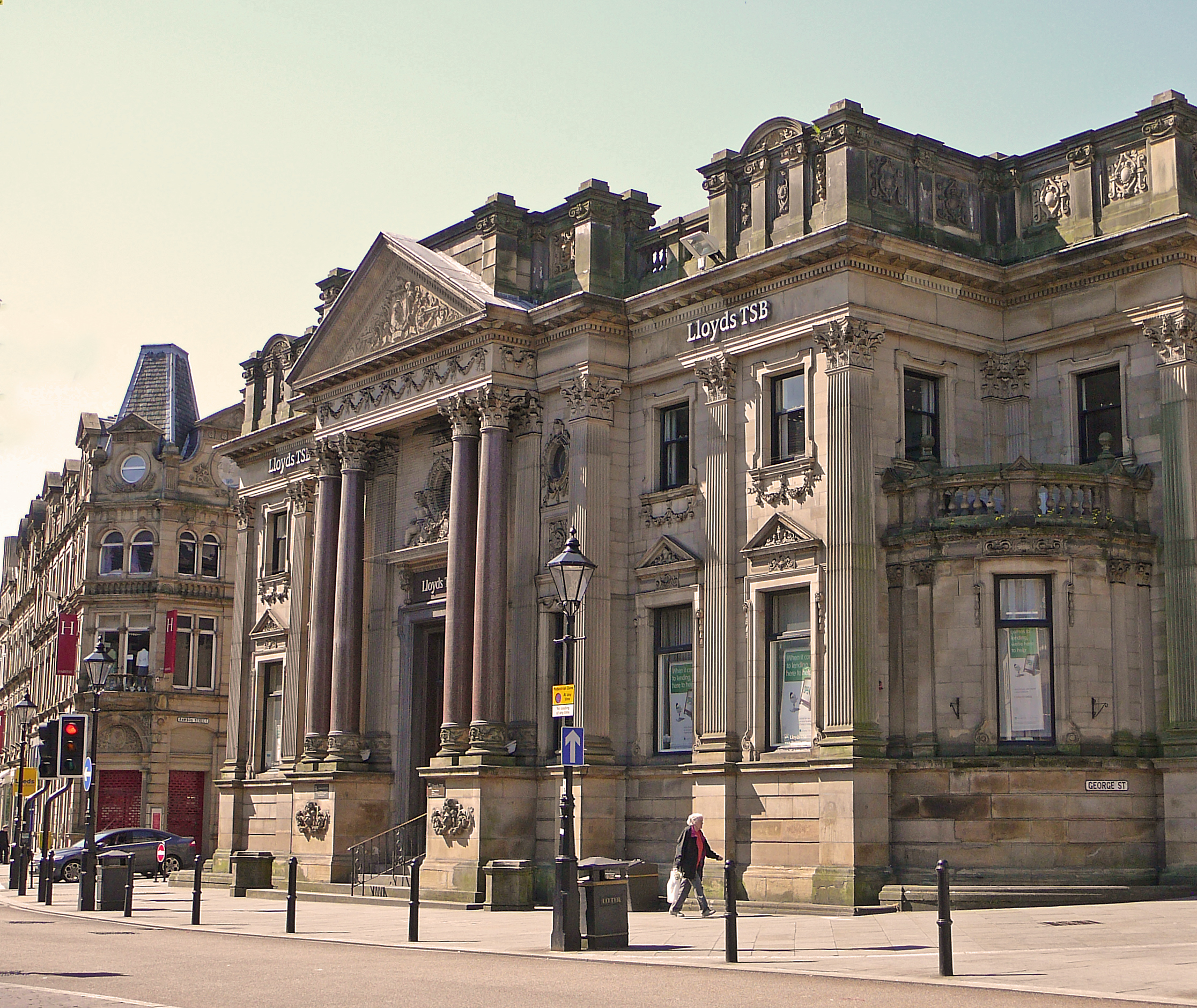
فرع هاليفاكس من بنك لويدز في ساحة جورج، الذي بني عام 1897.

## روابط خارجية
- الموقع الرسمي